# Sankhupati Chour
Sankhupati Chour (nep. शंखुपाटी चौर) – gaun wikas samiti w środkowej części Nepalu w strefie Bagmati w dystrykcie Kavrepalanchok. Według nepalskiego spisu powszechnego z 2001 roku liczył on 725 gospodarstw domowych i 3670 mieszkańców (1968 kobiet i 1702 mężczyzn).